# Nógrádkövesd
Nógrádkövesd – wieś i gmina w północnej części Węgier, w pobliżu miasta Balassagyarmat.
Miejscowość leży na obszarze Średniogórza Północnowęgierskiego, w pobliżu granicy ze Słowacją. Administracyjnie osada należy do powiatu Balassagyarmat, wchodzącego w skład komitatu Nógrád.
Gmina Nógrádkövesd zajmuje obszar 8,8 km²; w 2009 roku była zamieszkana przez 713 osób.